# I Quarantacinque
I Quarantacinque è l'ultimo romanzo del ciclo dei Valois scritto da Alexandre Dumas (padre) nel 1847. Il ciclo, che comprende anche La Regina Margot e La dama di Monsoreau, è ambientato ai tempi degli ultimi re della casa di Valois, Carlo IX e Enrico III.

## Trama
Il romanzo narra le avventure di due gentiluomini di provincia giunti a Parigi assieme ad altri 43 loro pari, per formare uno speciale corpo di guardia per il re Enrico III di Francia, costantemente minacciato di attentati da parte della casa di Guisa.
Ritroviamo, in questo romanzo, anche la figura del buffone di corte Chicot, già incontrata ne La dama di Monsoreau e il personaggio di fratel Gorenflot, frate dedito più ai piaceri della tavola e del buon vino che agli esercizi spirituali, che sarà un'importante pedina nelle mani di Chicot fino a giungere alla carica di abate.
Come sempre, Dumas rivela una profonda conoscenza della storia francese e una rara capacità nella creazione di personaggi che, se non brillano per credibilità, sembrano uscire dalle pagine dello scrittore avvolti dalla prorompente originalità di carattere che Dumas sa conferire loro.